# Nasu (Tochigi)
Nasu (那須町?) è una cittadina giapponese della prefettura di Tochigi.